# Quartiere Forlanini
Il quartiere Forlanini è un quartiere   appartenente al Municipio 4 di Milano e al NIL n. 30: "Taliedo - Morsenchio - Forlanini". 
Il quartiere si trova nella zona orientale della città, immediatamente a sud di viale Enrico Forlanini, il grande asse che conduce all'aeroporto di Linate. È compreso fra la cintura ferroviaria, via Mecenate e la tangenziale est.
Fu realizzato negli anni sessanta del XX secolo (Quartiere Forlanini Nuovo, 1960-64), su progetto dell'Ufficio Studi e Progetti dello I.A.C.P.M. (Istituto Autonomo Case Popolari di Milano), del C.R.A.P.E.R. (Centro per la Ricerca Applicata sui Problemi dell'Edilizia Residenziale), e dei Dr. Arch. Giacomo Jori, Max Pedrini, Alberto Morone, Alessandro Lissoni, Ing. Mario Tanci, Luciano Baldassari, Pietro Lingeri, Antonio Cassi Ramelli.

## Schema urbanistico
Link alla planimetria del Quartiere Forlanini Nuovo pubblicata dallo IACPM.

### Legenda
- 1: Chiesa parrocchiale di San Nicolao della Flue
- 2: Edifici per uffici
- 3: Oratorio parrocchiale
- 4: Supermercato
- 5: Casa albergo
- 6: Asilo nido
- 7: Scuola materna
- 8: Scuola elementare
- 9: Scuola superiore
- A: Centrale acqua potabile

## Infrastrutture e trasporti
Il quartiere è attraversato dalla linea automobilistica 45 in carico ad ATM e da diverse linee suburbane di Autoguidovie. Lungo via Mecenate transita la linea tranviaria 27, che collega Viale Ungheria a Piazza Fontana, poco lontano da Piazza Duomo.
 Dal novembre 2022 in viale Forlanini è stata attivata la stazione Repetti della linea M4, che ha collegato il quartiere con il centro di Milano a partire dall'estate 2023. È collegato al centro di Milano anche con una pista ciclabile lungo Via Lombroso.